# Freesco
Freesco – dystrybucja Linuksa stworzona jako darmowa alternatywa dla drogich sprzętowych routerów Cisco (nazwa: freesco = free + cisco). Rozprowadzane jest na zasadach licencji GPL. W podstawowej wersji dystrybucja Linuksa Freesco mieści się na jednej dyskietce 1.44 MB i umożliwia uruchomienie routera w małej sieci komputerowej. Istnieje możliwość przeniesienia Freesco na dysk twardy i instalacji pakietów z dodatkowym oprogramowaniem.

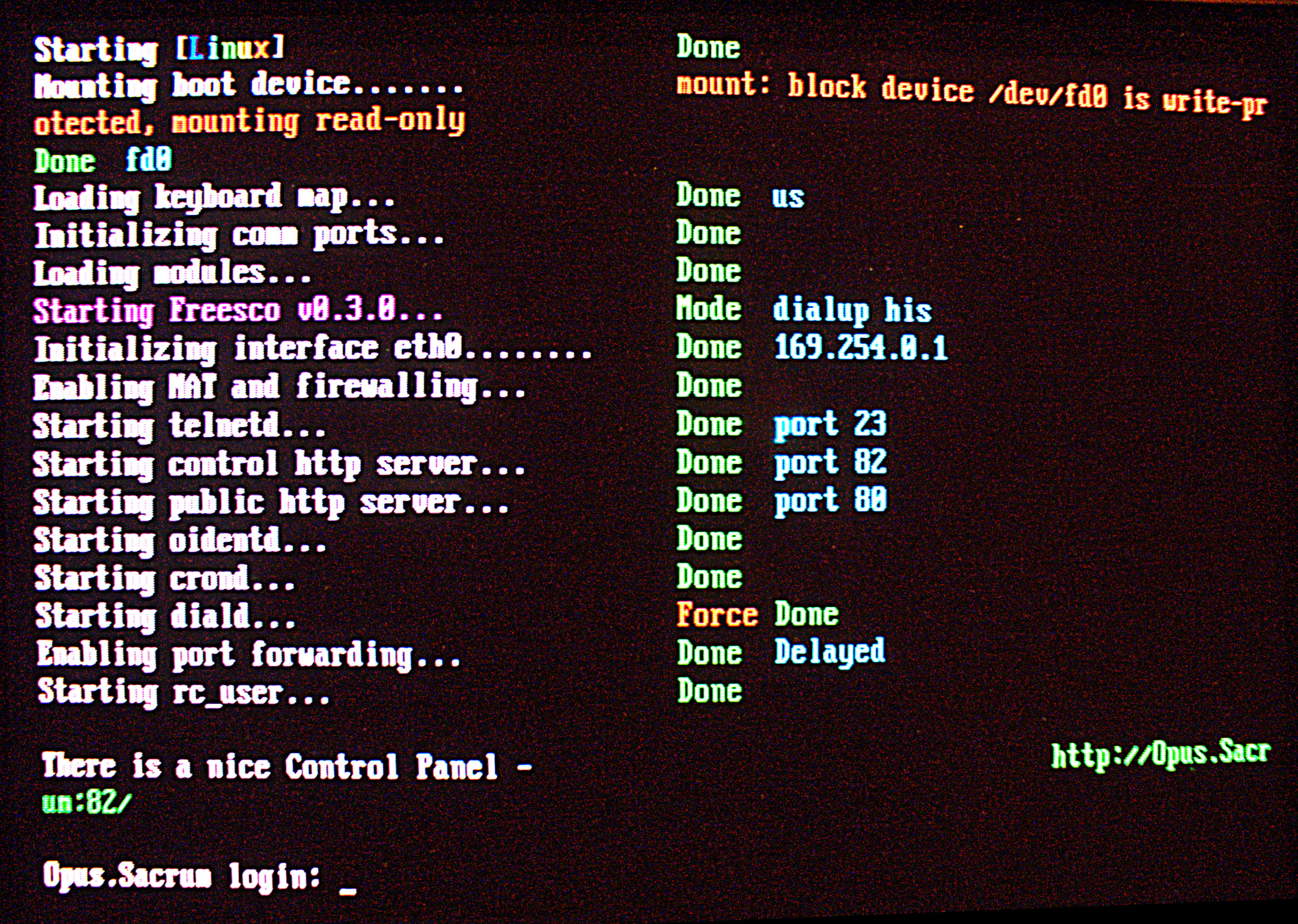
Ekran logowania